# Richard Green (Sexualwissenschaftler)
Richard Green (* 6. Juni 1936 in Brooklyn, New York City; † 6. April 2019 in London, England) war ein US-amerikanischer Arzt, Psychiatrie-Professor an der Medizinischen Fakultät des Imperial College London und Sexualwissenschaftler.

## Leben und Werk
Green erwarb den B.A an der Syracuse University 1957, den MD an der Johns Hopkins University School of Medicine 1961 und den J. D. an der Yale Law School 1987. Sein Mentor wurde John Money. 1971 gründete er das Magazin Archives of Sexual Behavior und wurde Gründungsvorsitzender der International Academy of Sex Research.
Seine Karriere führte ihn von der University of California, Los Angeles zur State University of New York at Stony Brook und zum Imperial College, London. Er war Fellow des Royal College of Psychiatrists. Richard Green forschte auch am Institut für Kriminologie der Universität Cambridge.
2006 erhielt Green die Magnus-Hirschfeld-Medaille.
In den Debatten der APA während der 1970er Jahre über die Einstufung der Homosexualität als Krankheit trat er entschieden für eine Deklassifizierung ein. Nach 2000 diskutierte er auch mit juristischen Argumenten über die Eingrenzung der Pädophilie und Hebephilie als psychische Krankheiten.

## Veröffentlichungen
- Transsexualism and Sex Reassignment. The Johns Hopkins University Press, 1969, ISBN 0-8018-1038-8.
- Sexual identity conflict in children and adults. Basic Books, 1974, ISBN 0-465-07726-9.
- Human Sexuality: A Health Practitioner's Text. 2. Ausgabe. Williams & Wilkins, 1979, ISBN 0-683-03764-1.
- The International Academy of Sex Research: In the beginning. In: Archives of Sexual Behavior. 14, 1985, S. 293–302.
- The „Sissy Boy Syndrome“ and the Development of Homosexuality. Yale Univ. Press, 1987, ISBN 0-300-03696-5.
- D. J. West, R. Green: Sociolegal Control of Homosexuality : A Multi-Nation Comparison. 1. Ausgabe. Springer, 1997, ISBN 0-306-45532-3.
- Sexual Science and the Law. Harvard University Press, 1992, ISBN 0-674-80268-3.
- A 30 years' thank you. In: Archives of Sexual Behavior. 30, 2001, S. 633–637.